# Gunung Sagup
Gunung Sagup är ett berg i Indonesien.   Det ligger i provinsen Aceh, i den västra delen av landet, 1 600 km nordväst om huvudstaden Jakarta. Toppen på Gunung Sagup är 2 401 meter över havet, eller 195 meter över den omgivande terrängen. Bredden vid basen är 3,6 km.
Terrängen runt Gunung Sagup är huvudsakligen bergig, men den allra närmaste omgivningen är kuperad.Runt Gunung Sagup är det mycket glesbefolkat, med 5 invånare per kvadratkilometer. Det finns inga samhällen i närheten. I omgivningarna runt Gunung Sagup växer i huvudsak städsegrön lövskog.